# Te Mata (district de Thames-Coromandel)
Pour les articles homonymes, voir Te Mata.
Te Mata est une petite localité située sur la côte ouest de la Péninsule de Coromandel dans l’île du Nord de la Nouvelle-Zélande.

## Situation
Le village est situé approximativement à mi-chemin entre la ville de Coromandel et celle de Thames.
Il domine le fleuve Te Mata.

## Toponymie
Le nom de Te Mata s’applique aussi au hameau Te Mata situé sur l’autre bord du mouillage de Waikato, à 15 km de la ville de Raglan ainsi qu’un vignoble et un pic : le pic Te Mata, qui domine la baie de Hawke's Bay.